# بريندلي (تشيشير)
بريندلي (بالإنجليزية: Brindley)‏ هي قرية و أبرشية مدنية تقع في المملكة المتحدة في إنجلترا.  يقدر عدد سكانها بـ 134 نسمة.